# Rio Ciumernicu
O Rio Ciumernicu é um rio da Romênia, afluente do Buzău, localizado no distrito de Covasna.